# Yasmin Levy
Pour les articles homonymes, voir Levy.
Yasmin Levy (en hébreu : יסמין לוי), née à Jérusalem le 23 décembre 1975, est une chanteuse israélienne séfarade. Son père, Yitzhak Isaac Levy (en), s'est consacré à la recherche des chansons traditionnelles séfarades. Elle leur a donné une nouvelle interprétation en ajoutant différents instruments : le violoncelle ou l'oud.

## Discographie
- Romance & Yasmin (2000), chansons traditionnelles en ladino.
- La Juderia (2005), chansons en ladino et en castillan.
- Live at the Tower of David, Jerusalem (2006)
- Mano Suave (2007)
- Sentir (2009).
- Libertad  (2012)
- Tango (2014)
- Rak Od Layla Echad (2017)
- Voice & Piano (2021)